# 아돌프 케틀레
아돌프 케틀레(프랑스어: Adolphe Quetelet, 1796년 2월 17일 ~ 1874년 2월 22일)는 벨기에의 과학자이다. 천문학, 수학, 통계학, 사회학 분야에 업적을 남겼다. 브뤼셀 왕립 천문대를 설립하고 감독하였다. BMI 지수를 처음으로 제안하였다. 1835년 《Sur l'homme et le développement de ses facultés, ou Essai de physique sociale》(인간과 인간의 능력 개발에 관한 논의, 사회물리학 시론)을 통하여 평균적인 인간의 개념을 제시하였고, 사회과학에 통계학을 적용함으로써 근대 통계학의 아버지로 불린다. 1853년 국제통계기구의 모체가 되는 국제통계회의를 창설하였다.

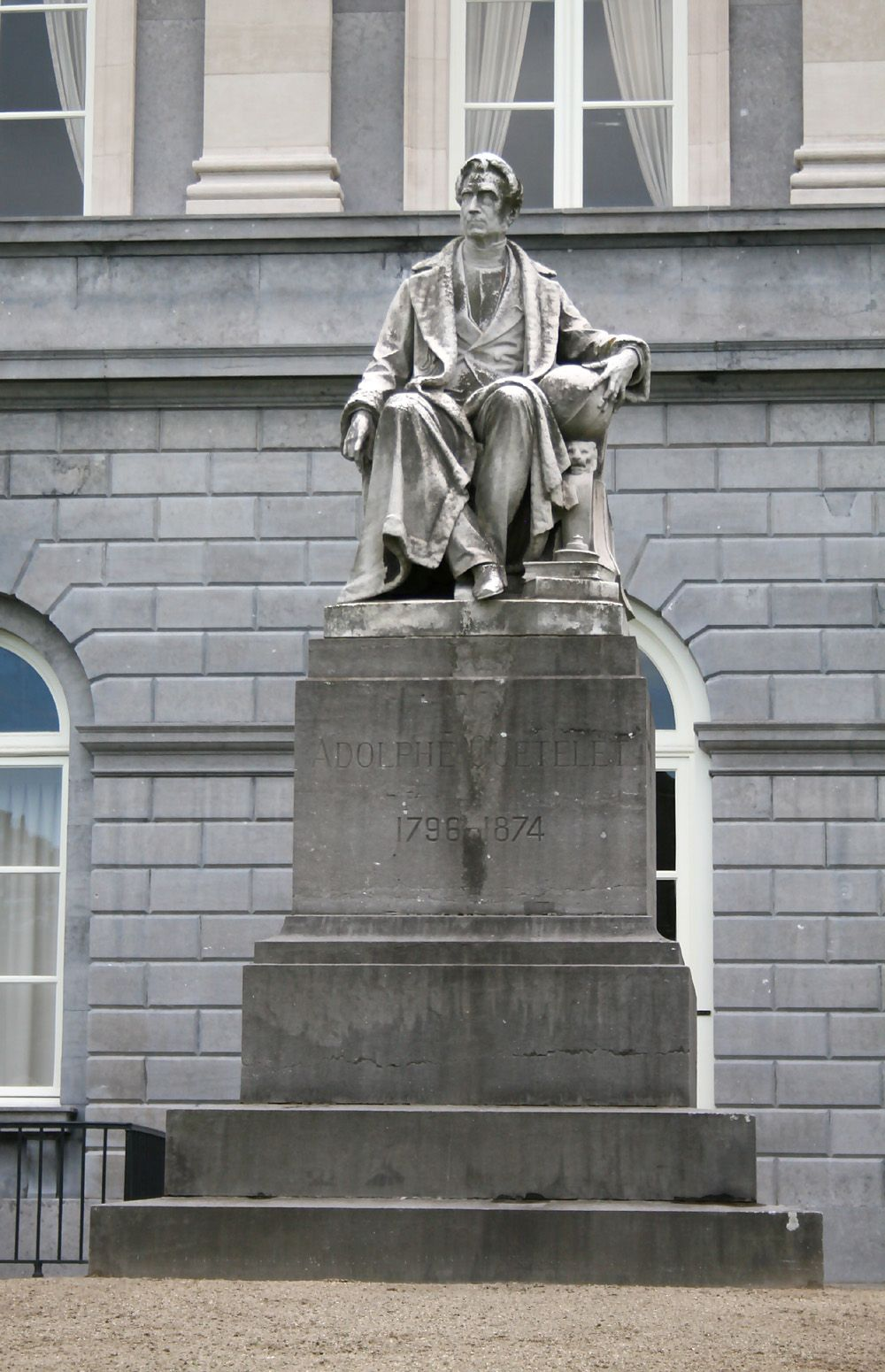
브뤼셀의 아돌프 케틀레 동상

## 같이 보기
- 통계학